# Taiwanomyzus alpicola
Taiwanomyzus alpicola är en insektsart. Taiwanomyzus alpicola ingår i släktet Taiwanomyzus och familjen långrörsbladlöss. Inga underarter finns listade i Catalogue of Life.